# Бунда (ТВ филм)
„Бунда” је југословенски ТВ филм из 1987. године. Режирао га је Берислав Макаровић а сценарио су написали Казимир Кларић и Берислав Макаровић

## Улоге
| Глумац                 | Улога                      |
| ---------------------- | -------------------------- |
| Свен Ласта             | Перо                       |
| Зденка Хершак          | Ева, супруга Перова        |
| Нина Ерак Свртан       | Жена из лифта              |
| Љубо Капор             | Ловро                      |
| Зоран Ћирић            | Син, Перов                 |
| Борис Фестини          | Конобар                    |
| Славко Јурага          | Инспектор полиције         |
| Рајна Милош            | Ћерка, Перова              |
| Семка Соколовић Берток | Лукреција, супруга Ловрина |